# Странична гръдна артерия
Страничната гръдна артерия (на латински: arteria thoracalis lateralis) е кръвоносен съд, който кръвоснабдява страничните части на гръдния кош и гърдата.
Тази артерия произхожда от подмишничната артерия и следва долната граница на малкия гръден мускул, отстрани на гръдния кош, за да кръвоснабдява предния зъбчат мускул и големия гръден мускул. Тя изпраща кръвоносни съдове през мишниците до подмишничните лимфни възли и Musculus subscapularis.